# Castelnou, Occitanien
Castelnou (katalanska: Castellnou dels Aspres) är en kommun i departementet Pyrénées-Orientales i regionen Occitanien i södra Frankrike. Kommunen ligger i kantonen Thuir som tillhör arrondissementet Perpignan. År 2022 hade Castelnou 286 invånare.

## Befolkningsutveckling
Antalet invånare i kommunen Castelnou
| Referens: INSEE |